# Miguel Ángel Diani
Miguel Ángel Diani ( Ciudad de Buenos Aires, 1957) es un dramaturgo, guionista y actor argentino, galardonado con numerosos premios entre los que se encuentran el Martin Fierro, Broadcasting, Prensario y Argentores. 
Reconocido en toda Latinoamérica por su actividad en defensa de los derechos de autor, actualmente ejerce la presidencia de la Sociedad General de Autores de la Argentina.

## Primeros años
Su actividad artística comenzó con la actuación. Se formó en la Escuela Metropolitana de Arte Dramático (EMAD), y luego con Carlos Gandolfo. Entre 1982 y 1989 participó como actor en varios programas televisivos, e incusionó en el teatro independiente en obras como La Pucha de Oscar Viale, Atrapen al Cuco de Luis Olivera, La lección de  Eugene Ionesco, Picnic de Fernando Arrabal, y Como en las películas de Juan José Campanella y Fernando Castex. En teatro comercial se destacan sus actuaciones en Discepolín de Pedro Orgambide e Il Teatro Fa Male con textos de Shakespeare, Pirandello y Kafka, acompañando en escena a Vittorio Gassman. 

## Actividad profesional
A fines de los '80, Jorge Maestro y Sergio Vainman le dan la oportunidad de incursionar en la televisión como guionista, colaborando con ellos y entrenando la técnica de la escritura televisiva. Para 1990 comenzó su carrera como autor de televisión. En principio en coautoría con Daniel Di Conza. Programas como Detectives de Señoras, Son de Diez, Aprender a Volar, Vivo con un Fantasma, Mi otro yo, Cada día te quiero más y La nena, fueron fruto de esa sociedad. Más tarde hizo, entre otros programas, Un cortado (historias de café), El refugio (de los sueños), y Animo Juan, este último para la televisión paraguaya, en colaboración con otros autores. Paralelamente a la televisión siempre ejerció la dramaturgia teatral, actividad a la que está abocado en la actualidad. Incursionó también en la escritura cinematográfica ganando el premio del Fondo Nacional de las Artes. 

## Actividad en la Gestión
A su actividad como dramaturgo, incorpora desde 2004 un prolífico trabajo en la gestión de los derechos de autor. Como directivo de Argentores lleva adelante una tarea intercontinental de concientización acerca de la importancia de las sociedades de gestión colectiva de derechos. Desde su llegada a Argentores comenzó un largo aprendizaje, en el que pasó de ser miembro del Consejo Profesional de Televisión, a ser Vicesecretario y luego Secretario de la entidad. 
En la actualidad y desde 2014 es el presidente de Argentores, y en ese mandato transita su tercer período consecutivo (2021-2025). También a nivel nacional fue Presidente de AASAI (Asociación argentina de sociedades de autores y de intérpretes) formada por SADAIC, DAC, Argentores, AADI y SAGAI. 
Su presencia internacional representando a Argentores se ha destacado en la CISAC (Confederación Internacional de sociedades de autores y compositores). Allí es Vicepresidente del Comité Latinoamericano y del Caribe de la CISAC y miembro del Board de W&DW (Escritores y Directores del Mundo). Es también Presidente de ALGyD (Alianza latinoamericana de Guionistas y Dramaturgos) y miembro del Board de FESAAL (Federación de Sociedades de Autores Audiovisuales Latinoamericanas). 
En la actualidad es también Presidente de AVACI (Confederación Internacional de Sociedades de autores audiovisuales). Desde hace años promueve la formación de nuevas sociedades de gestión de autores audiovisuales en Latinoamérica con el apoyo de Argentores, DAC y la CISAC. Por esta circunstancia fue premiado en 2018 durante el Congreso Anual de Sociedades Audiovisuales Latinoamericanas. 

## Análisis de su obra
Sostiene Roberto Perinelli en el prólogo del libro La leyenda del poeta y otros textos, editado por Eudeba:

La intriga es una de las herramientas que Diani maneja, siendo siempre el dueño de la situación, y con habilidosos cambios retoma la marcha cuando ésta parece detenerse, y así mantiene el interés por la trama. Evidente es también la influencia del teatro del absurdo, aquel de Ionesco y de René de Obaldía, de nuestro Eduardo Pavlovski, poética que con seguridad Diani admira. La atmósfera de La lección de Ionesco se hace muy presente en una de sus obras, Accidente programado, donde un cirujano juega con su obsesión de forma parecida a la del profesor ionescano.

El dramaturgo Luis Sáez afirma a su vez, en la contratapa del mismo tomo:

En el teatro de Miguel Ángel Diani, mundos oscuros e inexplicables conviven orgánicamente con la más reconocible cotidianeidad. Pero si algo nos permite transitar y sobrellevar estos oscuros frescos de la condición humana, es el uso que hace del humor, apareciendo cuando menos lo esperábamos, y a menudo, cuando más lo necesitábamos. Solo gracias al humor, al (me permito puntualizar) insólito uso del humor, los mundos y las situaciones catastróficas que a menudo describe con minuciosa y feroz lucidez pueden resultar tolerables, e incluso pasibles de miradas piadosas y entrañables.  Es con ese humor becketeano que los personajes-fantasmas que animan sus esperas, nos involucran lenta pero inexorablemente en sus devenires opacos, sin destino, y sin embargo, dando desesperadas nociones de vida, clamando desde su pasividad por una identidad que los anime a trascender. Teatro de la modernidad y la desolación más exasperantes, en el mundo de Diani conviven sin solución de continuidad la solidaridad y el amor con lo más oscuro y condenable de nosotros mismos.

Por su parte, Roberto “Tito” Cossa dice sobre el autor en el tomo Teatro, editado por Corrregidor: 

El teatro de Miguel Angel Diani se sostiene en una historia, con un principio y un final, pero los personajes se mueven (más bien deambulan) en mundos extraños, en situaciones límites, sometidos por impulsos invisibles que los llevan –inevitablemente- a la tragedia. Y la tragedia es un género casi ausente en la dramaturgia argentina contemporánea.

La autora Cristina Escofet en la contratapa de Elefantes, sostiene:

El teatro de Diani duele. Porque la escena remite siempre a la realidad. Y la realidad descarnada, no maquillada, es una escena de pesadilla. Podría decirse que su escena es una inmensa trama desoladora que desnuda una sociedad que no se reconoce ni en sus orígenes ni en su descendencia. Personajes entre la amoralidad explícita y asfixias existenciales, siempre caminando en la cornisa de los vínculos víctima/victimario con un claro anclaje en nuestro imaginario colectivo. Miguel Ángel Diani es surrealistamente cruel, desgarradoramente real y, en el carrusel de expulsados del paraíso de lo "querible", sus personajes deambulan como reyes de la nada, al estilo de Papá y Mamá Ubu (Ubu Roi). Diani sabe dimensionar estos nuevos miserables al estilo del ejército de desarrapados de Falstaff (Enrique IV).

## Publicaciones
| Año  | Título                              | Descripción | Editorial                  |
| ---- | ----------------------------------- | --- | -------------------------- |
| 2022 | Elefantes, y otros textos teatrales | Antología de 5 obras teatrales. Contiene "Elefantes", "Mordedores", "El extraño caso del señor oruga", "El chico de la habitación azul", y "Casi millonarios" | El Zócalo                  |
| 2017 | La leyenda del poeta y otros textos | Antología de 5 obras teatrales. Contiene "Presentimiento", "Accidente programado", "Corazón de titanio", "Macarena" y "La leyenda del poeta"                  | Eudeba                     |
| 2010 | La cocina de los dramaturgos 3      | Obra La Ley Primera | Ediciones Nuevos Tiempos   |
| 2009 | Teatro                              | Antología de 4 obras teatrales. Contiene "Serial", "La amenaza", "El señor Jortach", y "Sin tiempo"                                                           | Corregidor                 |
| 2008 | La cocina de los dramaturgos 2      | Obra Estigma | Editorial El Escriba       |
| 2003 | La cocina de los dramaturgos        | Obra Aurora | Editorial El Escriba       |
| 2002 | Solomonólogos                       | Obra Pienso... Para qué existo? | Editorial Nueva generación |

## Premios
| Año  | Premio                             | Categoría                            | Obra                                                                               |
| ---- | ---------------------------------- | ------------------------------------ | ---------------------------------------------------------------------------------- |
| 1992 | Premio Martin Fierro               | Autor de comedia                     | "Son de diez"                                                                      |
| 1992 | Premio Broadcasting                | Autor de comedia                     | "Son de diez"                                                                      |
| 1992 | Premio Prensario                   | Autor de comedia                     | "Son de diez"                                                                      |
| 1992 | Premio Fundación Huésped           | Autor de comedia                     | "Son de diez"                                                                      |
| 1992 | Premio Fund TV                     | Autor de comedia                     | "Son de diez"                                                                      |
| 1992 | Premio Argentores                  | Autor de comedia - Televisión        | "Son de diez"                                                                      |
| 1993 | Premio Broadcasting                | Autor de comedia                     | "Son de diez"                                                                      |
| 1993 | Premio Prensario                   | Autor de comedia                     | "Son de diez"                                                                      |
| 2002 | Premio Fondo Nacional de las Artes | Mejor guion de largometraje          | El violinista                                                                      |
| 2006 | Premio Argentores                  | Mejor autor de unitario - Televisión | Un café por Malvinas, dentro del ciclo Un cortado, historias de café               |
| 2018 | ALGyD y ADAL                       | Plaqueta de reconocimiento           | Por su permanente lucha y colaboración por el Derecho de los Autores Audiovisuales |

## Obras estrenadas como autor de teatro
| Año  | Título                         |
| ---- | ------------------------------ |
| 2002 | Pienso… ¿Para qué existo?      |
| 2002 | Aurora                         |
| 2003 | Estigma                        |
| 2004 | Sin tiempo                     |
| 2005 | Serial                         |
| 2014 | La leyenda del poeta           |
| 2016 | La simiente                    |
| 2018 | Corazón de titanio             |
| 2022 | El chico de la habitación azul |
| 2023 | Presentimiento                 |
| 2024 | ¿Quién llama?                  |